# Atletismo nos Jogos Paralímpicos de Verão de 2012 - Revezamento 4x400 m masculino
As competições dos 4x400 metros masculino do atletismo nos Jogos Paralímpicos de Verão de 2012 foram disputadas no dia 8 de setembro no Estádio Olímpico de Londres, na capital britânica. Participaram atletas de até 2 classes diferentes de deficiência, competindo na mesma prova.
A classe T53/54 é aberta para equipes nacionais formadas das classes T53 e T54 que sofram de lesões moderadas na medula espinhal. Os atletas competem usando cadeiras de rodas especiais, que se assemelham a triciclos. Os competidores não carregam bastões, mas devem tocar do atleta seguinte.

## Medalhistas

### Classe T53/54
|  | CHN China                                                            |  | THA Tailândia                                                                      |  | AUS Austrália                                                                             |
|  | Liu Yang (T54) Liu Chengming (T54) Li Huzhao (T53) Zhang Lixin (T54) |  | Supachai Koysub (T54) Saichon Konjen (T54) Sopa Intasen (T54) Prawat Wahoram (T54) |  | Richard Nicholson (T54) Natheniel Arkley (T54) Matthew Cameron (T54) Richard Colman (T53) |

## Resultados

### Eliminatórias

#### Eliminatória 1
| Pos. | Raia | País              | Atletas                                                                                      | Tempo   | Notas |
| ---- | ---- | ----------------- | -------------------------------------------------------------------------------------------- | ------- | ----- |
| 1    | 4    | CHN China         | Liu Yang (T54), Liu Chengming (T54), Li Huzhao (T53), Zhang Lixin (T54)                      | 3:08.27 | q,    |
| 2    | 1    | KOR Coreia do Sul | Kim Gyu-Dae (T54), Hong Suk-Man (T54), Yoo Byung-Hoon (T53), Jung Dong-Ho (T54)              | 3:14.03 | q,    |
| 3    | 2    | AUS Austrália     | Richard Nicholson (T54), Natheniel Arkley (T54), Matthew Cameron (T54), Richard Colman (T53) | 3:17.28 | q     |
| 4    | 3    | FRA França        | Julien Casoli (T54), Pierre Fairbank (T53), Alain Fuss (T54), Denis Leumenier (T54)          | 3:21.21 |       |

#### Eliminatória 2
| Pos. | Raia | País               | Atletas | Tempo   | Notas              |
| ---- | ---- | ------------------ | --- | ------- | ------------------ |
| 1    | 1    | THA Tailândia      | Supachai Koysub (T54), Prawat Wahoram (T54), Sopa Intasen (T53), Saichon Konjen (T54)                                          | 3:14.29 | q,                 |
| 2    | 2    | CAN Canadá         | Colin Mathieson (T54), Curtis Thom (T54), Brent Lakatos (T53), Alexandre Dupont (T54)                                          | 3:17.50 | Recorde da América |
| 3    | 3    | USA Estados Unidos | Jordan Bird (T54), Ryan Chalmers (T54), Aaron Pike (T54), Joshua George (T53)                                                  | 3:18.61 |                    |
| 4    | 4    | MEX México         | Fernando Sánchez Nava (T54), Pedro Gandarilla Fernández (T54), Juan Pablo Cervantes Garcia (T54), Jaime Ramirez Valencia (T53) | 3:23.04 |                    |

### Final
| Pos.              | Raia | País              | Atletas                                                                                      | Tempo   | Notas                |
| ----------------- | ---- | ----------------- | -------------------------------------------------------------------------------------------- | ------- | -------------------- |
| Medalha de ouro   | 2    | CHN China         | Liu Yang (T54), Liu Chengming (T54), Li Huzhao (T53), Zhang Lixin (T54)                      | 3:05.46 | Recorde mundial      |
| Medalha de prata  | 4    | THA Tailândia     | Supachai Koysub (T54), Saichon Konjen (T54), Sopa Intasen (T53), Prawat Wahoram (T54)        | 3:13.28 | Recorde da temporada |
| Medalha de bronze | 1    | AUS Austrália     | Richard Nicholson (T54), Natheniel Arkley (T54), Matthew Cameron (T54), Richard Colman (T54) | 3:13.42 | Recorde da temporada |
| 4                 | 3    | KOR Coreia do Sul | Kim Gyu-Dae (T54), Hong Suk-Man (T54), Yoo Byung-Hoon (T53), Jung Dong-Ho (T54)              | 3:13.82 | Recorde da temporada |

Legenda
| Recorde mundial      | Recorde mundial (World record)               |                       | Recorde africano                      | Recorde africano (African) |                                           | Q | Classificado por posição (Qualified) |
| Recorde paralímpico  | Recorde paralímpico (Paralympic record)      | Recorde da América    | Recorde da América (Americas)         | q                          | Classificado por melhor tempo (Qualified) |   |                                      |
| Melhor marca do ano  | Melhor marca do ano (World leading)          | Recorde asiático      | Recorde asiático (Asian)              | DNS                        | Não largou (Did not start)                |   |                                      |
| Recorde nacional     | Recorde nacional (National record)           | Recorde europeu       | Recorde europeu (European)            | DNF                        | Não terminou (Did not finish)             |   |                                      |
| Recorde pessoal      | Recorde pessoal do atleta (Personal best)    | Recorde da Oceania    | Recorde da Oceania (Oceania)          | DSQ / DQ                   | Desclassificado (Disqualified)            |   |                                      |
| Recorde da temporada | Recorde da temporada do atleta (Season best) | Recorde sul-americano | Recorde sul-americano (South America) | NM                         | Sem marca (No mark)                       |   |                                      |